# Conyza hypoleuca
Conyza hypoleuca là một loài thực vật có hoa trong họ Cúc. Loài này được A.Rich. mô tả khoa học đầu tiên.